# Weppersdorf
Weppersdorf (Hongaars: Veperd , Kroatisch: Verpštof) is een gemeente in de Oostenrijkse deelstaat Burgenland, gelegen in het district Oberpullendorf (OP). De gemeente heeft ongeveer 1800 inwoners.

## Geografie
Weppersdorf heeft een oppervlakte van 24,7 km². Het ligt in het uiterste oosten van het land.
Kadastrale gemeenten zijn Kalkgruben, Tschurndorf en Weppersdorf.
Deutschkreutz · Draßmarkt · Frankenau-Unterpullendorf · Großwarasdorf · Horitschon · Kaisersdorf · Kobersdorf · Lackenbach · Lackendorf · Lockenhaus · Lutzmannsburg · Mannersdorf an der Rabnitz · Markt Sankt Martin · Neckenmarkt · Neutal · Nikitsch · Oberloisdorf · Oberpullendorf · Pilgersdorf · Piringsdorf · Raiding · Ritzing · Steinberg-Dörfl · Stoob · Unterfrauenhaid · Unterrabnitz-Schwendgraben · Weingraben · Weppersdorf
- Gemeinsame Normdatei: 7703940-3
- Nationale Bibliotheek van Tsjechië: ge731146
- Nationale Bibliotheek van Israël: 987011548477105171
- Virtual International Authority File: 241715157